# Liste von Rathäusern im Landkreis Kitzingen
Die Liste von Rathäusern im Landkreis Kitzingen enthält die repräsentativen Verwaltungsmittelpunkte im unterfränkischen Landkreis Kitzingen. Im Landkreis haben sich sehr viele historische Rathäuser erhalten, die zum Teil noch heute von der Gemeindeverwaltung genutzt werden. Die Liste erhebt keinen Anspruch auf Vollständigkeit, weil viele Häuser, die einmal als Rathaus genutzt wurden, heute nicht mehr bestehen.

## Historischer Hintergrund

### Die Entstehung des Rathauses
Die Region Franken besitzt die höchste Dichte an historischen Rathäusern in Deutschland. Die drei fränkischen Regierungsbezirke Bayerns weisen über 350 Rathäuser auf, die bis zur ersten Hälfte des 20. Jahrhunderts entstanden. Besonders viele solcher Bauten sind im heutigen Bezirk Unterfranken zu finden, insgesamt über 160 Gebäude. Im Landkreis Kitzingen haben sich mehr als 30 solcher Rathäuser erhalten. Die Entstehung von repräsentativen Rathausbauten auch in kleineren Orten hängt eng mit der Geschichte der Region seit dem Spätmittelalter zusammen.
Insbesondere der Weinbau, der bereits im Frühmittelalter am Maindreieck die wirtschaftliche Grundlage für einen Großteil der Bevölkerung bildete, spielt hierbei eine große Rolle. Die Erschließung der Kulturlandschaft entlang der steilen Mainufer führte zur Entstehung einer differenzierten und hochentwickelten Handwerkskunst, die ihren Niederschlag auch auf die Ausgestaltung der Verwaltungsmittelpunkte der jeweiligen Orte fand.
Hierzu trug auch die herrschaftliche Aufsplitterung der Region bei. Im Spätmittelalter begannen sich einzelne Orte zu Städten zu entwickeln bzw. wurden von den jeweiligen Grundherren zu solchen ausgebaut. Mit dem Aufstieg war ein wachsendes Selbstbewusstsein der Bevölkerung verbunden, das sich, neben der Etablierung einer mehr oder weniger, unabhängigen Verwaltung, auch im Bau eines repräsentativen Gebäudes als Sitz des Rates niederschlug.
Eventuell wandelte man zunächst bereits vorhandene Baulichkeiten in ein Rathaus um. Im 15. und vor allem 16. Jahrhundert entstanden dann viele Rathausneubauten. Für Volkach ist ein Rathaus erstmals im Jahr 1484 nachzuweisen, wobei es nicht standortgleich mit dem heutigen gewesen ist. Das älteste, heute noch vorhandene Verwaltungsgebäude im Landkreis ist das Rathaus in Dettelbach, das zwischen 1484 und 1512 erbaut wurde. Ihm folgten das heutige Volkacher Rathaus und das der Stadt Mainbernheim.
Nachdem die Städte eine Art Vorreiterrolle bei der Etablierung von Rathäusern spielten, zogen noch im 16. Jahrhundert auch kleinere Orte nach. Vor allem die größeren Dörfer im Steigerwaldvorland und entlang des Maines brachten die nötigen finanziellen Sicherheiten auf, sich einen eigenen Verwaltungsbau in das Zentrum der Siedlung zu stellen. In kleineren Orten tagten die Schöffengerichte, eine Ratsverfassung besaßen lediglich die Städte, in wechselnden Privathäusern.

### Rathäuser als Ortsmittelpunkte
Während des 16. und 17. Jahrhunderts kam es zu einem wahren Boom von Rathausneubauten auf dem Gebiet des heutigen Landkreises. Dabei konnten auch überregional wirkende Baumeister gewonnen werden. Das Kitzinger Rathaus schuf Meister Eckhard von Schaffhausen zwischen 1561 und 1563, während die Baulichkeiten im südlichen Maindreieck um Marktbreit häufig vom in Segnitz ansässigen Baumeister Hans Keesebrod erbaut wurden. Die Rathäuser in Segnitz und Marktbreit, sowie das heute als Rathaus genutzte, ehemalige Amtshaus in Obernbreit gehen auf ihn zurück.

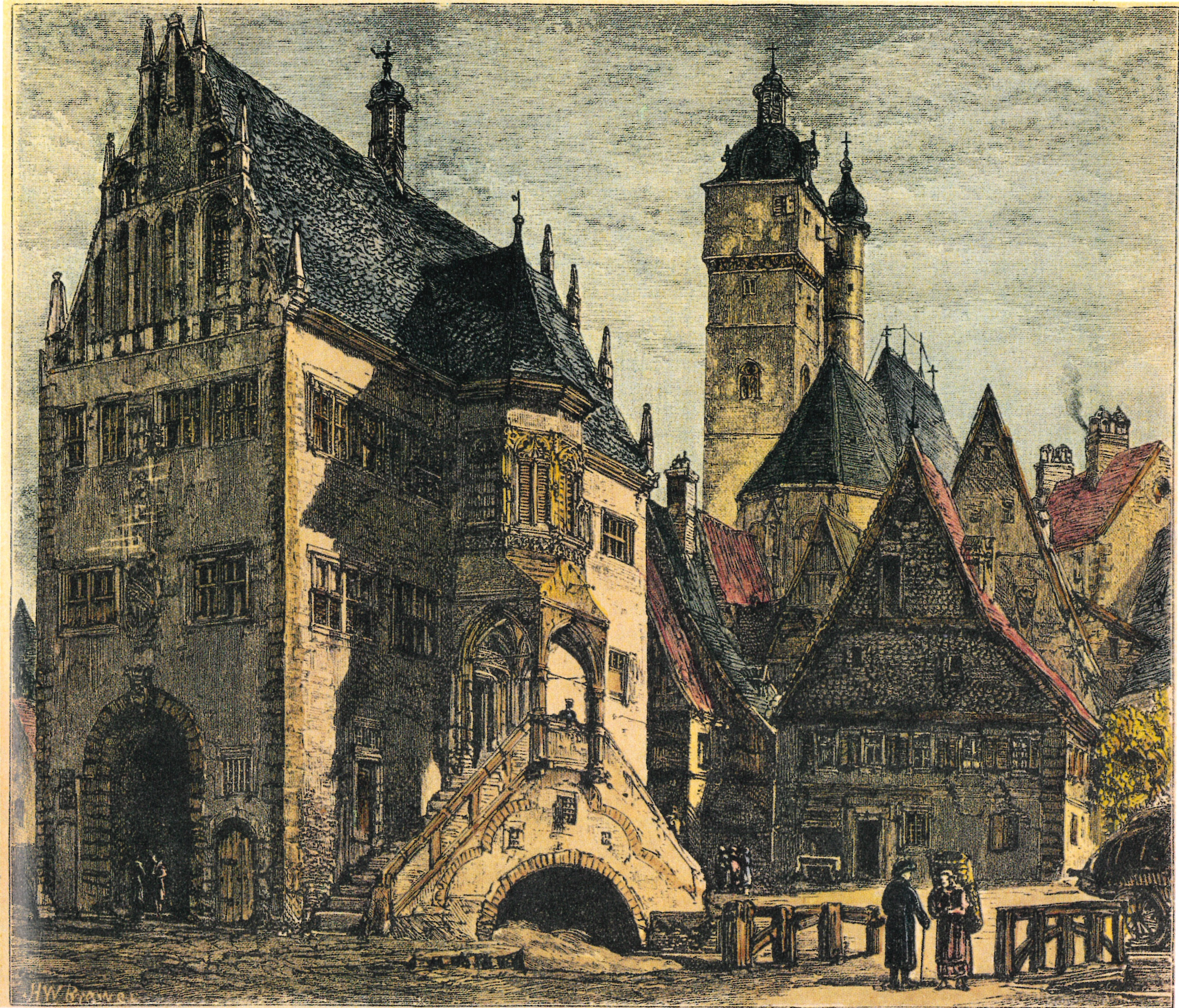
Rathaus Dettelbach, Henry William Brewer, vor 1903

Mit dem Dreißigjährigen Krieg endete die Neubauwelle. Als Nachzügler erhielten 1669 Geiselwind und 1682 Prichsenstadt ihre Rathäuser. Der Bau entstand zumeist an zentraler Stelle innerhalb der Ortsbefestigung, lediglich in Marktbreit trug man den geografischen Begebenheiten Rechnung und erbaute das Rathaus am nördlichen Stadtrand. Die Rathäuser der Frühen Neuzeit waren keineswegs bloß Verwaltungshäuser, sondern wurden als Multifunktionsbau vielfältig genutzt. So veranstaltete man hier Märkte oder lud zum Tanz. In größeren Gemeinden war zumeist auch das Narrenhaus für öffentliche Schandstrafen im Rathaus untergebracht.
| Geschoss        | Nutzung                                              |
| Erdgeschoss     | Markt, Fleischbank, Feuerwehr, Wachstube, Narrenhaus |
| 1. Obergeschoss | Veranstaltungen, Schule, Verwaltung                  |
| 2. Obergeschoss | Bürgermeisterzimmer, Sitzungssaal                    |

Im 18. Jahrhundert gelang es auch kleineren Gemeinden ein eigenes Rathaus zu errichten. Anders als in früheren Jahrhunderten beschränkte man den Bau nun nicht nur auf einen Turm der Kirchhofbefestigungen, der lange Zeit als Rathausbau genutzt wurde, sondern erbaute ein echtes Verwaltungsgebäude. Rathäuser, die eng mit der sogenannten Kirchenburg in Verbindung stehen, existieren heute noch in Albertshofen, Eichfeld, Markt Einersheim, Marktsteft, Nenzenheim, Stadelschwarzach und Willanzheim. In Kleinlangheim verlegte man nach 1427 das Rathaus in ein neues Gebäude außerhalb der Anlage.
Mit dem Übergang an Bayern und der Professionalisierung der Verwaltung verloren viele Rathäuser ihre jahrhundertealte Multifunktionalität. Damit einher gingen zumeist größere Umbauten. In kleineren Orten wandelte sich die Nutzung langsamer. Häufig belegte hier die Freiwillige Feuerwehr mit ihren Geräten die Untergeschosse der Rathäuser. Anders als zuvor entstanden nun auch überwiegend Steinbauten, auf das vorherrschende Fachwerk verzichtete man. Typische Vertreter sind die Bauten in Düllstadt, Großlangheim und Greuth. In Sommerach baute man einen Neubau an das alte Haus an.  
Den nächsten großen Einschnitt erfuhren die Rathausbauten im Zuge der Gemeindegebietsreform in den 1970er Jahren. Größere Orte gestalteten ihre Rathäuser durch große Innenrenovierungen zu zentralen Verwaltungsmittelpunkten um, die teilweise auch die Räumlichkeiten einer Verwaltungsgemeinschaft aufnehmen konnten. In den kleinen Dörfern, die häufig ihre Selbstständigkeit aufgeben mussten, verlor das Gebäude seine Funktion. Teilweise verschwanden, wie beispielsweise das Escherndorfer Schul- und Rathaus, die erst im 19. Jahrhundert erbauten Häuser auch durch Abriss.
Heute besitzen die repräsentativen Rathäuser vielfältige Funktionen und Nutzungen, wobei sie häufig als Baudenkmäler eingeordnet sind. Während insbesondere die großen Orte ihre Rathäuser zugleich als Verwaltungshäuser und Wahrzeichen etablieren konnten, herrschen in kleineren Orten ganz unterschiedliche Nutzungen vor. Insbesondere in den touristischen Hochburgen entlang des Mains wurden die Rathäuser zu „Häusern des Gastes“ umgewandelt. In anderen Orten sind sie Gemeinschaftshäuser oder werden museal genutzt. Ebenso häufig wurden sie in private Hände verkauft.

## Liste von Rathäusern
Die Liste orientiert sich vor allem am Werk von Hans Bauer über das Dettelbacher Rathaus, in dem auch die bedeutenden, weiteren Bauten aus dem Landkreis versammelt wurden. Bauer erstellte auch die ältere Überblickskarte, die 1993 veröffentlicht wurde. Weitere, herangezogene Werke sind den Einzelnachweisen zu den jeweiligen Häusern zu entnehmen. Die Liste ist nach den Namen der Gemeinden geordnet. Die Spalte Rathaus verweist auf das einzelne Gebäude im jeweiligen Ort, wobei nicht zwischen heute eingemeindeten und selbstständigen Siedlungen unterschieden wurde.
Die Adresse weist auf die genaue Anschrift des Rathauses hin. Bemerkenswert ist die Tatsache, dass die Rathäuser häufig an den Marktplätzen im Ortszentrum entstanden, was auf die wichtige, wirtschaftliche Funktion der Baulichkeiten in Mittelalter und Früher Neuzeit hinweist. Die Spalte Errichtungszeit dient als grobe Richtschnur für die Fertigstellung des heutigen Baus. Zumeist sind genaue Daten nicht ermittelbar. Die Geokoordinate weist auf die genaue Lage des Hauses hin.
Bauer unterscheidet in der von ihm erstellten Liste zwischen Fachwerkbauten und Steinbauten. Diese Unterscheidung wurde hier ebenfalls übernommen, wobei sie nur grob die unterschiedlichen, finanziellen Situationen vor Ort widerspiegeln kann. Die Spalte Nutzung umreißt die heutige Situation, während unter Kurzbeschreibung die architektonischen Eckdaten versammelt sind. Aufgenommen wurden alle Rathausbauten im Landkreis, die in der Literatur erfasst sind. Dabei fallen viele Häuser, die lediglich zeitweise als Rathaus genutzt wurden, weg.
| Rathaus (Gemeinde bzw. Ortsteil) | Adresse                                | Errichtungszeit (Jahr der Fertigstellung) | Lage | Typ (Fachwerk oder Steinbau) | Nutzung        | Kurzbeschreibung                                            | Bild                        |
| -------------------------------- | -------------------------------------- | ----------------------------------------- | ---- | ---------------------------- | -------------- | ----------------------------------------------------------- | --------------------------- |
| Abtswind                         | Hauptstraße 19                         | 2. Hälfte des 18. Jahrhunderts            | ⊙    | Fachwerk                     | Verwaltung     | zweigeschossiger Walmdachbau mit Fachwerkobergeschoss       | Rathaus Abtswind            |
| Albertshofen                     | Kirchstraße 6                          | 1927                                      | ⊙    | Steinbau                     | Verwaltung     | zweigeschossiger Mansarddachbau                             | Rathaus Albertshofen        |
| Astheim (Altes Rathaus)          | Kirchstraße 31                         | 16./17. Jahrhundert                       | ⊙    | Steinbau                     | Privathaus     | zweigeschossiger Satteldachbau mit Treppengiebel            | Altes Rathaus Astheim       |
| Astheim (Neues Rathaus)          | Kartäuserstraße 14                     | 1583/1584                                 | ⊙    | Steinbau                     | Öffentlichkeit | zweigeschossiger Satteldachbau mit Schweifgiebel            | Neues Rathaus Astheim       |
| Atzhausen                        |                                        | 18. Jahrhundert                           | ⊙    | Steinbau                     | Öffentlichkeit |                                                             |                             |
| Bibergau                         |                                        | 19. Jahrhundert                           | ⊙    |                              |                |                                                             |                             |
| Castell                          | Rathausplatz 4                         | 19. Jahrhundert                           | ⊙    | Steinbau                     | Verwaltung     |                                                             |                             |
| Dettelbach                       | Rathausplatz 1                         | 1484 bis 1512                             | ⊙    | Steinbau                     | Verwaltung     | dreigeschossiger Satteldachbau mit Freitreppe und Erker     | Rathaus Dettelbach          |
| Düllstadt                        | Bamberger Straße 65                    | um 1900                                   | ⊙    | Steinbau                     | Öffentlichkeit | eingeschossiger Satteldachbau mit Treppengiebel             | Rathaus Düllstadt           |
| Eichfeld                         | Volkacher Straße 23                    | 19. Jahrhundert, mit älterem Kern         | ⊙    | Steinbau                     | Privathaus     | zweigeschossiger Satteldachbau                              | Rathaus Eichfeld            |
| Escherndorf                      |                                        | 19. Jahrhundert                           | ⊙    | Steinbau                     | Abriss         | zweigeschossiger Walmdachbau mit Mezzaningeschoss           |                             |
| Euerfeld                         |                                        | 19. Jahrhundert                           | ⊙    |                              |                |                                                             |                             |
| Fahr                             | Blütenstraße 8                         | um 1550                                   | ⊙    | Fachwerk                     | Privathaus     | zweigeschossiger Bau mit Fachwerkobergeschoss               | Rathaus Fahr                |
| Feuerbach                        | Schwarzacher Straße 18                 | 1751                                      | ⊙    | Steinbau                     | Öffentlichkeit | zweigeschossiger Rechteckbau mit Walmdach und Dachreiter    | Rathaus Feuerbach           |
| Geiselwind                       | Marktplatz 1                           | 1669                                      | ⊙    | Fachwerk                     | Verwaltung     | zweigeschossiger Satteldachbau mit Fachwerkobergeschoss     | Rathaus Geiselwind          |
| Gnodstadt                        |                                        | 19. Jahrhundert                           | ⊙    | Steinbau                     | Öffentlichkeit |                                                             |                             |
| Greuth                           | Bürgermeister-Wolfgang-Brügel-Straße 1 | 1811                                      | ⊙    | Steinbau                     | Öffentlichkeit | zweigeschossiger Walmdachbau mit Mittelrisalit              | Rathaus Greuth              |
| Großlangheim                     | Hauptstraße 42 / Schwarzacher Straße 4 | 19. Jahrhundert                           | ⊙    | Steinbau                     | Verwaltung     | zweigeschossiger Walmdachbau                                | Rathaus Großlangheim        |
| Hüttenheim                       |                                        | 18./19. Jahrhundert                       | ⊙    | Steinbau                     | Privathaus     |                                                             |                             |
| Iphofen                          | Marktplatz 1                           | 1716 bis 1718                             | ⊙    | Steinbau                     | Verwaltung     | dreigeschossiger Walmdachbau mit Zwerchhaus                 | Rathaus Iphofen             |
| Kitzingen                        | Marktstraße 34                         | 1561 bis 1563                             | ⊙    | Steinbau                     | Verwaltung     | dreigeschossiger Satteldachbau mit Schweifgiebel            | Rathaus Kitzingen           |
| Kleinlangheim (Altes Rathaus)    | Christian-Beyer-Platz 4                | bez. 1485                                 | ⊙    | Steinbau                     | Privathaus     | zweigeschossiges Torhaus                                    | Altes Rathaus Kleinlangheim |
| Kleinlangheim (Neues Rathaus)    | Hauptstraße 15                         | Bez. 1558                                 | ⊙    | Fachwerk                     | Öffentlichkeit | zweigeschossiger Walmdachbau mit Laubengang                 | Rathaus Kleinlangheim       |
| Mainbernheim                     | Rathausplatz 1                         | 1548                                      | ⊙    | Steinbau/Fachwerk            | Verwaltung     | zwei- bzw. dreigeschossiger Satteldachbau mit Treppengiebel | Rathaus Mainbernheim        |
| Mainstockheim                    | Hauptstraße 80                         | frühes 19. Jahrhundert                    | ⊙    | Steinbau                     | Öffentlichkeit | zweigeschossiger Krüppelwalmdachbau                         | Rathaus Mainstockheim       |
| Marktbreit                       | Marktstraße 4                          | 1579 bis 1581                             | ⊙    | Steinbau                     | Verwaltung     | dreigeschossiger Satteldachbau mit Schweifgiebel            | Rathaus Marktbreit          |
| Markt Einersheim                 | Marktplatz 5                           | 1567 bis 1568                             | ⊙    | Fachwerk                     | Öffentlichkeit | zweigeschossiger Walmdachbau mit Tordurchfahrt              | Rathaus Markt Einersheim    |
| Markt Herrnsheim                 | Markt Herrnsheim 23                    | 17. Jahrhundert                           | ⊙    | Fachwerk                     | Privathaus     |                                                             |                             |
| Marktsteft                       | Hauptstraße 27                         | 1608 bis 1609                             | ⊙    | Fachwerk                     | Öffentlichkeit | zweigeschossige Kirchhofummauerung und Torhaus              | Rathaus Marktsteft          |
| Mönchsondheim                    | An der Kirchenburg 2                   | vollendet 1557                            | ⊙    | Fachwerk                     | Öffentlichkeit | zweigeschossiger Walmdachbau                                | Rathaus Mönchsondheim       |
| Nenzenheim                       | Krassolzheimer Straße 22               | bez. 1544                                 | ⊙    | Fachwerk                     | Privathaus     | zweigeschossiger Satteldachbau                              | Rathaus Nenzenheim          |
| Neuses am Berg                   | Kirchgasse 2                           | bez. 1574                                 | ⊙    | Fachwerk                     | Privathaus     | zweigeschossiger Satteldachbau                              | Rathaus Neuses am Berg      |
| Nordheim am Main                 | Hauptstraße 15                         | um 1600                                   | ⊙    | Steinbau                     | Öffentlichkeit | zweigeschossiger Satteldachbau mit Treppengiebel            | Rathaus Nordheim            |
| Obernbreit                       | Kitzinger Straße 6                     | bez. 1563                                 | ⊙    | Steinbau/Fachwerk            | Verwaltung     | dreigeschossiger Satteldachbau mit Treppengiebel            | Rathaus Obernbreit          |
| Obervolkach                      | Bürgermeister-Erhard-Straße 4          | frühes 19. Jahrhundert                    | ⊙    | Steinbau                     | Privathaus     | zweigeschossiger Walmdachbau                                | Rathaus Obervolkach         |
| Prichsenstadt                    | Karlsplatz 5                           | Einweihung 1682                           | ⊙    | Fachwerk                     | Verwaltung     | dreigeschossiger Satteldachbau                              | Rathaus Prichsenstadt       |
| Rödelsee                         | An den Kirchen 2                       | 19. Jahrhundert                           | ⊙    | Steinbau                     | Verwaltung     | zweigeschossiger Satteldachbau                              |                             |
| Rüdenhausen                      | Marktstraße 13                         | bez. 1817                                 | ⊙    | Fachwerk                     | Verwaltung     | zweigeschossiger Mansarddachbau                             | Rathaus Rüdenhausen         |
| Schernau                         | Brücklesweg 2                          | 1913                                      | ⊙    | Zierfachwerk                 | Privathaus     | zweigeschossiger Walmdachbau mit Eckturm                    |                             |
| Seinsheim                        | Rathausplatz 1                         | 17. Jahrhundert                           | ⊙    | Steinbau                     | Öffentlichkeit | zweigeschossiger Satteldachbau                              | Rathaus Seinsheim           |
| Segnitz                          | Hans-Kesenbrod-Straße 15               | 1587 bis 1588                             | ⊙    | Steinbau/Fachwerk            | Öffentlichkeit | zweigeschossiger Satteldachbau mit Schweifgiebel            | Rathaus Segnitz             |
| Sickershausen                    | Kirchplatz 9                           | bez. 1592                                 | ⊙    | Fachwerk                     | Öffentlichkeit | zweigeschossiger Satteldachbau mit Zwerchhaus               | Rathaus Sickershausen       |
| Sommerach                        | Kirchplatz 3/4                         | im Kern 1662, erweitert 1821              | ⊙    | Steinbau                     | Öffentlichkeit | zweigeschossige Walmdachbauten                              | Rathaus Sommerach           |
| Stadelschwarzach                 | Würzburger Straße 32                   | bez. 1605                                 | ⊙    | Fachwerk                     | Privathaus     | dreigeschossiger Satteldachbau                              | Rathaus Stadelschwarzach    |
| Stadtschwarzach                  | Marktplatz 1                           | bez. 1715                                 | ⊙    | Steinbau                     | Verwaltung     | zweigeschossiger Walmdachbau                                | Rathaus Stadtschwarzach     |
| Tiefenstockheim                  | Tiefenstockheim 22                     | bez. 1581                                 | ⊙    | Fachwerk                     | Privathaus     | zweigeschossiger Satteldachbau                              | Rathaus Tiefenstockheim     |
| Volkach                          | Marktplatz 1                           | Baubeginn 1544                            | ⊙    | Steinbau                     | Verwaltung     | dreigeschossiger Satteldachbau mit Freitreppe und Erker     | Rathaus Volkach             |
| Westheim                         | Rathausplatz 2                         | 17. Jahrhundert                           | ⊙    | Fachwerk                     | Öffentlichkeit | zweigeschossiger Satteldachbau                              | Rathaus Westheim            |
| Wiesenbronn                      | Koboldstraße 1                         | bez. 1724                                 | ⊙    | Fachwerk                     | Öffentlichkeit | zweigeschossiger Walmdachbau                                | Rathaus Wiesenbronn         |
| Wiesentheid                      | Balthasar-Neumann-Straße 14            | 1741 bis 1743                             | ⊙    | Steinbau                     | Verwaltung     | zweigeschossiger Mansarddachbau                             | Rathaus Wiesentheid         |